# Eucereon rosadora
Eucereon rosadora är en fjärilsart som beskrevs av Dyar 1910. Eucereon rosadora ingår i släktet Eucereon och familjen björnspinnare. Inga underarter finns listade i Catalogue of Life.